# Atletica leggera ai XII Giochi del Mediterraneo
Le gare di atletica leggera ai Giochi del Mediterraneo 1993 si sono svolte nella regione francese della Linguadoca-Rossiglione. Precisamente sono state svolte 36 gare, 20 maschili e 16 femminili.

## Specialità

### Uomini
| Evento                            | Oro                                                                             | Prestazione | Argento                                                                                     | Prestazione | Bronzo                                                                       | Prestazione |
| Corse piane                       |                                                                                 |             |                                                                                             |             |                                                                              |             |
| 100 m (dettagli)                  | Alexandros Terzian                                                              | 10"20       | Jean-Charles Trouabal                                                                       | 10"24       | Daniel Sangouma                                                              | 10"35       |
| 200 m (dettagli)                  | Daniel Sangouma                                                                 | 20"76       | Alexandros Terzian                                                                          | 20"87       | Mohamed El Kandoussi                                                         | 21"04       |
| 400 m (dettagli)                  | Kōnstantinos Kenterīs                                                           | 45"70       | Marco Vaccari                                                                               | 45"91       | Benyounès Lahlou                                                             | 46"07       |
| 800 m (dettagli)                  | Mahjoub Haïda                                                                   | 1'48"70     | Fotis Deligiannis                                                                           | 1'49"03     | Réda Abdenouz                                                                | 1'49"45     |
| 1 500 m (dettagli)                | Noureddine Morceli                                                              | 3'29"20     | Fermín Cacho                                                                                | 3'32"43     | Rachid El Basir                                                              | 3'37"30     |
| 5 000 m (dettagli)                | Thierry Pantel                                                                  | 13'39"04    | Aïssa Belaout                                                                               | 13'41"65    | Mohammed Mourhit                                                             | 13'50"12    |
| 10 000 m (dettagli)               | Khalid Skah                                                                     | 28'46"38    | Hammou Boutayeb                                                                             | 28'49"94    | Vincenzo Modica                                                              | 28'55"97    |
| 3 000 m siepi (dettagli)          | Abdelaziz Sahere                                                                | 8'25"74     | Azzedine Brahmi                                                                             | 8'28"87     | Thierry Brusseau                                                             | 8'33"27     |
| Corse ad ostacoli                 |                                                                                 |             |                                                                                             |             |                                                                              |             |
| 110 m ostacoli (dettagli)         | Dan Philibert                                                                   | 13"62       | Stelios Bisbas                                                                              | 13"67       | Mustapha Sdad                                                                | 13"80       |
| 400 m ostacoli (dettagli)         | Zid Abou Hamed                                                                  | 49"09       | Giorgio Frinolli                                                                            | 49"51       | Fadhel Khayati                                                               | 49"94       |
| Concorsi                          |                                                                                 |             |                                                                                             |             |                                                                              |             |
| Salto in alto (dettagli)          | Jean-Charles Gicquel                                                            | 2,26 m      | Gustavo Becker                                                                              | 2,26 m      | Miha Prijon                                                                  | 2,23 m      |
| Salto con l'asta (dettagli)       | Stavros Tsitouras                                                               | 5,55 m      | Thierry Vigneron                                                                            | 5,50 m      | Jean Galfione                                                                | 5,35 m      |
| Salto in lungo (dettagli)         | Spyros Vasdekis                                                                 | 8,03 m      | Georgios Zabetakis                                                                          | 7,91 m      | Serge Hélan                                                                  | 7,89 m      |
| Salto triplo (dettagli)           | Pierre Camara                                                                   | 17,03 m     | Georges Sainte-Rose                                                                         | 17,00 m     | Lotfi Khaïda                                                                 | 16,88 m     |
| Getto del peso (dettagli)         | Paolo Dal Soglio                                                                | 20,22 m     | Alessandro Andrei                                                                           | 19,37 m     | Dimitrios Koutsoukis                                                         | 18,83 m     |
| Lancio del disco (dettagli)       | Luciano Zerbini                                                                 | 60,90 m     | Jean Pons                                                                                   | 57,58 m     | Jean-Claude Retel                                                            | 57,22 m     |
| Lancio del giavellotto (dettagli) | Ivan Mustapic                                                                   | 79,46 m     | Fabio De Gaspari                                                                            | 77,18 m     | Kostas Gatsioudis                                                            | 77,00 m     |
| Prove su strada                   |                                                                                 |             |                                                                                             |             |                                                                              |             |
| Maratona (dettagli)               | Davide Milesi                                                                   | 2h18'42"    | Cihangir Demirel                                                                            | 2h18'43"    | Marco Toini                                                                  | 2h18'59"    |
| Staffette                         |                                                                                 |             |                                                                                             |             |                                                                              |             |
| Staffetta 4x100 (dettagli)        | Francia Max Morinière Daniel Sangouma Jean-Charles Trouabal Bruno Marie-Rose    | 38"96       | Grecia Alexandros Genovelis Georgios Panagiotopoulos Alexios Alexopoulos Alexandros Terzian | 39"26       | Spagna Luis Turon Pedro Nolet Jordi Mayoral Jose Rivas                       | 39"90       |
| Staffetta 4x400 (dettagli)        | Francia Andre Jaffory Pierre Marie Hilaire Stéphane Diagana Jean-Louis Rapnouil | 3'02"99     | Marocco Ali Dahhan Abdellah Boukraa Abdelkader El Boukhari Benyounes Lahlou                 | 3'04"79     | Italia Maurizio Federici Vito Petrella Gianrico Boncompagni Alessandro Aimar | 3'05"11     |

### Donne
| Evento                            | Oro                                                                      | Prestazione | Argento                                                                         | Prestazione | Bronzo                                                            | Prestazione |
| Corse piane                       |                                                                          |             |                                                                                 |             |                                                                   |             |
| 100 m (dettagli)                  | Magali Simioneck                                                         | 11"39       | Odiah Sidibé                                                                    | 11"49       | Ekateríni Kóffa                                                   | 11"71       |
| 200 m (dettagli)                  | Maguy Nestoret                                                           | 23"42       | Valérie Jean-Charles                                                            | 23"45       | Donatella Dal Bianco                                              | 24"12       |
| 400 m (dettagli)                  | Elsa Devassoigne                                                         | 52"44       | Francine Landre                                                                 | 52"95       | Francesca Carbone                                                 | 53"78       |
| 800 m (dettagli)                  | Hassiba Boulmerka                                                        | 2'03"86     | Fabia Trabaldo                                                                  | 2'04"05     | Amaia Andrés                                                      | 2'05"16     |
| 1 500 m (dettagli)                | Frédérique Quentin                                                       | 4'11"09     | Hassiba Boulmerka                                                               | 4'11"09     | Farida Fatès                                                      | 4'12"60     |
| 3 000 m (dettagli)                | Valentina Tauceri                                                        | 9'00"10     | Annette Sergent-Palluy                                                          | 9'02"96     | Julia Vaquero                                                     | 9'04"99     |
| Corse ad ostacoli                 |                                                                          |             |                                                                                 |             |                                                                   |             |
| 100 m ostacoli (dettagli)         | Brigita Bukovec                                                          | 13"10       | Cécile Cinélu                                                                   | 13"17       | Patricia Girard                                                   | 13"19       |
| 400 m ostacoli (dettagli)         | Nouzha Bidouane                                                          | 56"09       | Nadia Zétouani                                                                  | 57"04       | Carole Nelson                                                     | 57"45       |
| Concorsi                          |                                                                          |             |                                                                                 |             |                                                                   |             |
| Salto in alto (dettagli)          | Britta Bilac                                                             | 1,92 m      | Nathalie Lefebvre                                                               | 1,87 m      | Britta Bilac                                                      | 1,84 m      |
| Salto in lungo (dettagli)         | Corinne Hérigault                                                        | 6,54 m      | Ksenija Predikaka                                                               | 6,51 m      | Silvija Babic                                                     | 6,45 m      |
| Getto del peso (dettagli)         | Agnese Maffeis                                                           | 17,04 m     | Nataša Erjavec                                                                  | 16,88 m     | Margarita Ramos                                                   | 16,86 m     |
| Lancio del disco (dettagli)       | Agnese Maffeis                                                           | 57,16 m     | Ekaterini Vogoli                                                                | 56,10 m     | Monia Kari                                                        | 55,38 m     |
| Lancio del giavellotto (dettagli) | Nathalie Teppe                                                           | 60,90 m     | Nadine Auzeil                                                                   | 59,68 m     | Renata Strašek                                                    | 59,04 m     |
| Prove su strada                   |                                                                          |             |                                                                                 |             |                                                                   |             |
| Maratona (dettagli)               | Helena Javornik                                                          | 2h42'58"    | Marie-Hélène Ohier                                                              | 2h43'26"    | Sylviane Geffray                                                  | 2h43'40     |
| Prove multiple                    |                                                                          |             |                                                                                 |             |                                                                   |             |
| Eptathlon (dettagli)              | Nathalie Teppe                                                           | 6256 punti  | Ghada Shouaa                                                                    | 6168 punti  | Odile Lesage                                                      | 5888 punti  |
| Staffette                         |                                                                          |             |                                                                                 |             |                                                                   |             |
| Staffetta 4x100 (dettagli)        | Francia Patricia Girard Odiah Sidibé Maguy Nestoret Valerie Jean Charles | 43"55       | Italia Elisabetta Birolini Giuseppina Perlino Anna Rita Balzani Laura Ardissone | 45"62       | Spagna Ana Barrenechea Carmen Garcia Patricia Morales Mireia Ruiz | 45"93       |

## Medagliere
| Posizione | Paese    |    |    |    | Totale |
| --------- | -------- | -- | -- | -- | ------ |
| 1         | Francia  | 15 | 13 | 10 | 38     |
| 2         | Italia   | 6  | 5  | 5  | 16     |
| 3         | Grecia   | 4  | 6  | 3  | 13     |
| 4         | Marocco  | 4  | 3  | 5  | 12     |
| 5         | Slovenia | 3  | 2  | 2  | 7      |
| 6         | Algeria  | 2  | 3  | 2  | 7      |
| 7         | Siria    | 1  | 1  | 0  | 2      |
| 8         | Croazia  | 1  | 0  | 1  | 2      |
| 9         | Spagna   | 0  | 2  | 6  | 8      |
| 10        | Turchia  | 0  | 1  | 0  | 1      |
| 11        | Tunisia  | 0  | 0  | 2  | 2      |
| Totale    | Totale   | 36 | 36 | 36 | 108    |